# Jerzy Wenderlich
Jerzy Jan Wenderlich (Toruń; 22 de Abril de 1954 — ) é um político da Polónia. Ele foi eleito para a Sejm em 25 de Setembro de 2005 com 10761 votos em 5 no distrito de Toruń, candidato pelas listas do partido Sojusz Lewicy Demokratycznej.
Ele também foi membro da Sejm 1993-1997, Sejm 1997-2001, and Sejm 2001-2005.